# اتحاد الجيولوجيين العرب
اتحاد الجيولوجيين العرب هو اتحاد مهني عربي تأسس عام 1975 ويضم في عضويته ممثلي النقابات والهيئات والجمعيات المهنية للمشتغلين بعلوم الأرض بالوطن العربي. يهدف الاتحاد إلى رفع مستوى مهنة الجيولوجيا والمشاركة في حسن استغلال ثروات الوطن العربي. ويوجد مقره ببغداد. ويرأس الاتحاد حاليا خالد الشوابكة نقيب الجيولوجيين الأردنيين .

## الدول المؤسسة
يتكون الاتحاد من تسع بلدان عربية هي: الأردن، والسودان، والعراق، وفلسطين، ولبنان، وليبيا، ومصر، والمغرب وتونس.